# Антоніо Менегетті
Антоніо Менегетті (італ. Antonio Meneghetti; 9 березня 1936 - 20 травня 2013, Авецано, Італія) — італійський психолог, філософ, художник, засновник онтопсихологічної школи, що продовжує гуманістичну гілку психології. В молодості був священиком, теологом, відмовившись від священного сану, вивчив та став практикувати психотерапію.
Критики заперечують наукову цінність тверджень Менегетті. Доктор Сюзен Блекмор вважає, що онтопсихологія — це мішанина з викривлених частин меметики та популярної психології